# Haspres
Haspres település Franciaországban, Nord megyében. Lakosainak száma 2632 fő (2022. január 1.). Haspres Douchy-les-Mines, Monchaux-sur-Écaillon, Verchain-Maugré, Saulzoir, Villers-en-Cauchies, Thiant, Avesnes-le-Sec és Noyelles-sur-Selle községekkel határos.

## Népesség
A település népességének változása:
| Lakosok száma | 2779 | 2761 | 2780 | 2739 | 2709 | 2680 | 2650 | 2642 | 2632 |
|               | 2013 | 2015 | 2016 | 2017 | 2018 | 2019 | 2020 | 2021 | 2022 |